# SN 2007R
SN 2007R – supernowa typu Ia odkryta 26 stycznia 2007 roku w galaktyce UGC 4008. W momencie odkrycia miała maksymalną jasność 16,90m.